# Kazoh Kitamori
Kazoh Kitamori (japanisch 北森 嘉蔵 – Kitamori Kazō; * 2. Januar 1916 in Kumamoto; † 29. September 1998 in Takasaki) war ein japanischer protestantischer Theologe und Hochschullehrer der Vereinigten Kirche Christi in Japan.

## Leben
Kitamori wuchs in einer Familie auf, die dem Jōdo-Shinshū-Buddhismus anhing. In seinem ersten Jahr als Student an der Universität Kyōto geriet Kitamori in eine Lebenskrise. 1934 las er ein Werk von Shigehiko Satō über Luthers Römerbriefkommentar. Er empfing daraufhin in der lutherischen Kirche die Taufe und trat direkt danach in das Japan Lutheran Theological Seminary ein. Von 1949 bis 1984 arbeitete er als Professor für Systematische Theologie am Tokyo Union Theological Seminary – einer theologischen Hochschule der Vereinigte Kirche Christi in Japan (Kyodan).
Kitamori wurde scharf für seine politisch konservative Haltung kritisiert. 1970 ließ er bei der Weltausstellung in Osaka eine Sitzblockade von Studenten mit Gewalt auflösen, und er verweigerte die Unterschrift unter das Schuldbekenntnis des Kyodan.
Kitamori starb 1998 in Takasaki.

## Werk
Schon in seiner Studienzeit schrieb Kitamori einen Essay zum Thema Schmerz Gottes. Diese Arbeit führte ihn dann zu seinem Hauptwerk „Theologie des Schmerzes Gottes“ (神の痛みの神学 Kami no itami no shingaku), das 1946 und vor dem Hintergrund des Zweiten Weltkriegs niedergeschrieben wurde. Es gilt als japanische Kreuzestheologie und wurde in den 1960er Jahren in verschiedene westliche Sprachen übersetzt.
Kitamori verbindet im Konzept des leidenden Gottes biblische Impulse (zum Beispiel Jer 31,20 , Jes 63,15 ) mit dem Gedanken von tsurasa (Tragik, Agonie) aus der klassischen japanischen Literatur. Tsurasa „verwirklicht sich da, wo einer sich selbst Leiden zufügt oder sich den Tod gibt, oder auch, wo einer sein geliebtes Kind leiden und sterben läßt, um einen dritten aus Liebe am Leben zu erhalten.“ Durch den Schmerz der Hingabe des Sohnes verändert sich der Zorn Gottes zur Liebe. Die Tatsache, dass durch die Liebe die Liebe Gottes betont und eingeführt wird, deckt sich allerdings nicht mit dem klassisch japanischen Konzept und stellt das spezifisch Christliche an dem Konzept dar. Kitamori war davon überzeugt, dass dies einen wichtigen Beitrag zur christlichen Theologie darstellt.
Seine gesamte Theologie stand in intensivem Austausch mit japanischer Philosophie und Mahayana-Buddhismus. An der Universität Kyōto wurde er von der Philosophie Nishida Kitarōs geprägt. Er begriff sich allerdings explizit als lutherischer Theologe und hatte die Theologie Martin Luthers, aber auch die liberalen Positionen von William Wrede und Adolf von Harnack studiert. Außerdem studierte Kitamori das Werk von Karl Barth, mit dem er sich kritisch auseinandersetzte.
1972 erschien sein Werk auch in deutscher Übersetzung und wurde unter anderem von Dorothee Sölle, Hans Küng und Jürgen Moltmann rezipiert. Wilfried Joest charakterisiert Kitamoris Entwurf als „sehr eigenartig formulierte“ Kreuzestheologie, die in der Sache aber den Entwürfen von Eberhard Jüngel und Jürgen Moltmann nahe stehe. Kitamori verstehe das Kreuz als Übernahme des Leidens durch Gott auf Grund seiner Liebe. „Gott muß die Sünde hassen und kann den Sünder nicht ertragen. Aber nun geschieht es, daß Gott diesen Menschen, der nicht geliebt werden kann, dennoch nicht aufhört zu lieben. Daran wird sein Zorn zum Schmerz um den Menschen, und aus dem Schmerz bricht die Liebe aufs neue hervor.“ Gott leide an der Unannehmbarkeit des Menschen und nehme ihn dennoch an.

## Veröffentlichungen
- Theologie des Schmerzes Gottes. Übersetzt aus dem Japanischen von Tsuneaki Kato und Paul Schneiss. Vandenhoeck & Ruprecht, Göttingen 1972.